# Honda XL 185 S
De Honda XL 185 S is een offroadmotorfiets die Honda produceerde van 1979 tot 1984. 

## Voorgeschiedenis
Honda bracht al jaren bij veel van haar toermodellen een iets afwijkend model dat geschikt was voor het rijden op onverharde wegen, de "CL"-modellen. In de 175cc-klasse was dat de Honda CL 175, die van 1968 tot 1973 was geproduceerd. In die serie had men ook al een voor zwaarder terrein bedoeld model uitgebracht, de Honda SL 175, die veel grotere veerwegen, meer bodemvrijheid en noppenbanden had. Dat was echter nog een paralleltwin, afgeleid van de Honda CB 175. 
In 1972 was de eencilinder Honda XL 250 op de markt gekomen. Dat was een veel vlotter, moderner en sportiever offroadmodel. Een 175cc-versie daarvan zou kunnen concurreren met machines als de Yamaha CT 175 tweetakt. Dit werd de Honda XL 175, die van 1973 tot 1978 werd geproduceerd. 

## XL 185
In 1979 werd de XL 175 opgevolgd door de XL 185, die technisch niet veel afweek van zijn voorganger, maar wel iets meer vermogen leverde en wat moderner was vormgegeven.

### Motor
De motor was een luchtgekoelde staande eencilinder met een enkele bovenliggende nokkenas en twee kleppen. Er was geen startmotor, want die zou extra gewicht meebrengen, de machine werd gestart met een kickstarter.

### Aandrijving
Vanaf de krukas werd de natte platenkoppeling met zeven koppelingsplaten door tandwielen aangestuurd. De XL 185 had een vijfversnellingsbak en de secundaire aandrijving geschiedde met een vrijwel geheel open liggende ketting. 

### Rijwielgedeelte
Het frame was een semi-dubbel wiegframe. Vanaf het balhoofd liepen enkele buizen zowel bovenlangs de motor als naar de onderkant van het blok. Beide buizen splitsten zich echter op in dubbele buizen, waardoor een stevig geheel ontstond waarin de motor zelf geen dragende functie had. Onder het motorblok, waar al twee framebuizen zaten, zat ook een carterbeschermingsplaat. Het voorwiel zat in een hydraulisch gedempte telescoopvork,  achter zat een swingarm met twee in vijf standen instelbare veer/demperelementen. Zowel voor als achter zaten trommelremmen. Het voorwiel mat 21 inch, het achterwiel 18 inch. Beide wielen waren van lichtmetaal.

### Kenmerken
Als terreinmotor had de XL 185 grote veerwegen en daarom ook hoge spatborden. Om het zwaartepunt laag te houden en de handelbaarheid te vergroten was de tank klein, slechts 7 liter. De bodemvrijheid was ruim 20 cm, maar toch was de uitlaat aan de rechterkant omhooggebogen. De machine was verder uitgerust met elektrische richtingaanwijzers.

### 1979, XL 185 S '79
De eerste versie in 1979 werd geleverd in Tahitian Red, met gekleurde biezen (zwart, grijs en geel) op de tank en op de zijdeksels. Het instrumentenpaneel was rechthoekig, de schokdemperveren en de kickstarter waren verchroomd en het frame was zwart. 

### 1980, XL 185 S '80
In 1980 was de hoofdkleur Helios Red, met gekleurde biezen (wit, geel en oranje) op de tank en op de zijdeksels. Het "Honda"-logo op de tank was rood met een witte omranding. Het instrumentenpaneel was rond, de schokdemperveren en de kickstarter waren zwart, evenals het frame.

### 1981, XL 185 S '81
In 1981 waren de veelkleurige biezen verdwenen. De tank en de zijdeksels waren nu Monza Red met zwart. Het 'Honda"-logo was zwart, het "XL 185"-logo op de zijdeksels was rood met wit op een zwarte ondergrond. Het instrumentenpaneel was rond, de schokdemperveren en de kickstarter waren zwart, evenals het frame. 

### 1982, XL 185 S '82
In 1982 was de hoofdkleur Monza Red, met een zwarte, brede bies op de bovenzijde van de tank. Het "Honda"-logo was wit met de Honda-vleugel in geel. Het "125 S"-logo was wit met rood op een zwarte ondergrond. Het instrumentenpaneel was rond, de schokdemperveren en de kickstarter waren zwart, het frame was rood. 

### 1983, XL 185 S '83 (XL 125 SL)
In 1983 werd de machine geleverd in Monza Red, met dezelfde zwarte bies boven op de tank, met het "125 S"-logo in wit op een zwarte ondergrond. Het frame was rood. De tank kreeg een "bult" waardoor de tankontluchting hoger kwam te liggen. In Californië kreeg de machine de naam "XL 125 SL", misschien omdat het een aangepaste (geknepen) versie betrof vanwege afwijkende rijbewijswetgeving. In de Verenigde Staten ging de XL 185 S na dit jaar uit de verkoop, omdat inmiddels de Honda XL 200 R op de markt was gekomen. In de rest van de wereld ging de verkoop nog door. In dit jaar werden ook nog exemplaren van de 1982-versie verkocht, die grotendeels wit waren, met een rood frame. 

### 1984, XL 185 S '84
De 1984-versie was vrijwel identiek aan die van 1983, maar ze kreeg een luchtondersteunde telescoopvork.